# Doutrinas Principais (Epicurismo)
As Doutrinas Principais (Tetrapharmakos) são quarenta conclusões autorizadas estabelecidas como doutrinas oficiais pelos fundadores do epicurismo: Epicuro de Samos, Metrodoro de Lâmpsaco, Hermarco de Mitilene e Polieno de Lâmpsaco. As primeiras quatro doutrinas compõem o Tetrapharmakos (Quatro Curas), que às vezes tem sido comparado às Quatro Nobres Verdades do budismo. Eles são frequentemente citados como "PDs" (principal doctrines, ou, doutrinas principais) em inglês. 
Algumas das Doutrinas Principais estão organizadas em grupos e devem ser estudadas em conjunto. As doutrinas principais (DP) de número 10-13 discutem a filosofia epicurista da ciência. As doutrinas principais (DP) 18-21 explicam os limites naturais dos desejos e no tempo, e como a carne é incapaz de aprender esses limites, mas a mente pode. As doutrinas principais (DP) 22-25 lidam com a importância do cânon, ou o padrão epicurista da verdade. As doutrinas principais (DP) 31-38 explicam as doutrinas epicuristas sobre a justiça com base na vantagem mútua e no contratualismo.  As doutrinas principais (DP) 39-40 pedem uma sociedade íntima de amigos. 
Uma vez que a maioria dos 37 livros de Epicuro "Sobre a Natureza" estão perdidos, as Doutrinas Principais são, juntamente com as Cartas de Epicuro a Heródoto, Meneceu e Pítocles, os escritos de maior autoridade no epicurismo. As Doutrinas Principais exemplificam a prática dos filósofos epicuristas de publicar resumos e esboços de seus ensinamentos para facilitar a memorização. No entanto, eles são tão concisos e curtos que é difícil entendê-los em profundidade sem o contexto de comentários e escritos adicionais de fontes antigas ou de praticantes epicuristas modernos, sempre que possível. 
Em sua obra "Alexandre, o Monge Oráculo", o comediante Luciano de Samósata elogiou a "Kyriai Doxai" (Doutrinas Principais de Epicuro) dizendo: "Que bênçãos este livro cria para seus leitores e que paz, tranquilidade e liberdade ele engendra neles, libertando-os como o faz de terrores e aparições e presságios, de vãs esperanças e desejos extravagantes, desenvolvendo neles inteligência e verdade, e verdadeiramente purificando seu entendimento, não com tochas e pequenos sinos e esse tipo de tolice, mas com pensamento reto, veracidade e franqueza”. 

## Tetrapharmakos
O Tetrapharmakos (do grego, "τετραφάρμακος") "remédio em quatro partes" é um resumo das primeiras quatro doutrinas. Estas são recomendações curtas para evitar ansiedade ou pavor existencial. O " tetrapharmakos " era originalmente um composto de quatro drogas (cera, sebo, breu e resina ); a palavra foi usada metaforicamente pelos epicuristas da era romana  para se referir aos quatro remédios para curar a alma. 
Conforme expresso por Philodemos e preservado em um Papiro de Herculano (1005, 5.9–14), o tetrapharmakos diz: "Não tema a Deus, Não se preocupe com a morte, O que é bom é fácil de conseguir, O que é terrível é fácil de suportar". 
Este é um resumo das primeiras quatro doutrinas: 
1. Um ser feliz e eterno não tem problemas para si mesmo e não traz problemas para nenhum outro ser; portanto, ele está isento de movimentos de raiva e parcialidade, pois cada um desses movimentos implica fraqueza
2. A morte não é nada para nós; pois o corpo, quando foi decomposto em seus elementos, não tem sentimento, e aquilo que não tem sentimento não é nada para nós.
3. A magnitude do prazer atinge seu limite na remoção de toda dor. Quando o prazer está presente, desde que seja ininterrupto, não há dor nem no corpo, nem na mente, nem de ambos juntos.
4. A dor contínua não dura muito no corpo; pelo contrário, a dor, se extrema, está presente por pouco tempo, e mesmo aquele grau de dor que mal supera o prazer no corpo não dura muitos dias seguidos. Doenças de longa duração até permitem um excesso de prazer sobre a dor no corpo. 

### Não tema a Deus
Na religião helenística, os deuses eram concebidos como seres hipotéticos em perpétuo estado de bem-aventurança, entidades indestrutíveis que são completamente invulneráveis. Os deuses, nessa visão, são meros modelos para os seres humanos, que devem "imitar a felicidade dos deuses, dentro dos limites impostos pela natureza humana". 

### Não se preocupe com a morte
Como D.S. Hutchinson escreve sobre o tema: "Enquanto você está vivo, você não precisa lidar com a morte, mas quando você está morto, também não precisa lidar com isso, porque você não está lá para lidar com isso. isto." Nas próprias palavras de Epicuro em sua Carta a Menoeceu , "A morte (...)  pois não há vida após a morte. A morte, diz Epicuro, é a maior ansiedade de todas, em extensão e intensidade. Essa ansiedade sobre a morte impede a qualidade e a felicidade da vida de uma pessoa pela teoria da vida após a morte: a preocupação sobre se as ações e ações de alguém na vida se traduzirão bem na região dos deuses, a dúvida se alguém será designado para uma eternidade de dor ou a uma eternidade de prazer. 

### O que é bom é fácil de conseguir
Sustento e abrigo, essas coisas podem ser adquiridas por qualquer pessoa - tanto animal quanto humano - com o mínimo de esforço, independentemente da riqueza. Mas se alguém deseja mais do que precisa (excesso de indulgência, gula, etc.), está limitando as chances de satisfação e felicidade e, portanto, criando uma “ansiedade desnecessária” em sua vida. "O que é bom é fácil de conseguir" implica que a quantidade mínima de necessidade necessária para satisfazer um desejo é o máximo de interesse que uma pessoa deve ter em satisfazer esse desejo. 

### O que é terrível é fácil de suportar
Os epicuristas entendiam que, na natureza, a doença e a dor não são sofridas por muito tempo, pois a dor e o sofrimento são "breves ou crônicos... não há necessidade de se preocupar com a perspectiva de sofrimento." Como "O que é bom é fácil de conseguir", reconhecendo o limite físico e mental e o limiar da dor - entendendo quanta dor o corpo ou a mente podem suportar - e mantendo a confiança de que o prazer só segue a dor (e a evitação da ansiedade sobre o duração da dor), é o remédio contra o sofrimento prolongado. 